# 万丈深
万丈深（学名：Crepis phoenix）为菊科还阳参属的植物，是中国的特有植物。别名竹叶青（昆明）、岔子菜（玉溪）、小粘连（曲靖）、马尾参（红河）等。分布在中国大陆的云南等地，生长于海拔1,500米至2,000米的地区，一般生长在山坡，目前尚未由人工引种栽培。模式标本采自蒙自。

## 性状
万丈深为多年生草本，高15-70厘米。全体有白色乳汁。单叶互生，线状披针形，边缘有齿。全部叶两面无或被稠密或稀疏短糙毛。茎直立，下部光滑无毛，上部伞房状花序分枝，被稀疏的短糙毛或无毛。头状花序少数或多数在茎枝顶端排成伞房状花序，小花序梗近头状花序处被蛛丝状毛。舌状小花黄色，花冠管外面无毛。
因其根粗长，根垂直直伸，约60厘米左右，入土深，故名“万丈深”。

## 使用
根可药用。补肝肾，益脾增乳。有记录称在万丈深在昆明作草药销售，有润肺止咳、清热解毒、消食理气的功效。